# Teopolina Mushelenga
Teopolina Mushelenga (sinh ngày 11 tháng 12 năm 1957 tại Omagola-Oshigambo, Vùng Oshikoto) là một chính khách người Namibia. Với tư cách là một thành viên SWAPO, Mushelenga lần đầu tiên được bầu vào Quốc hội Namibia sau cuộc bầu cử năm 1999. Sau đó, bà được bầu lại vào năm 2004. Sau cuộc bầu cử Hifikepunye Pohamba cùng năm đó, bà được bổ nhiệm làm Thứ trưởng Bộ Nội vụ và Di trú. Trước cuộc tổng tuyển cử năm 2009, Mushelenga được xếp thứ 59 trong danh sách bầu cử gồm 72 ứng cử viên cho Quốc hội. Chỉ có 54 ứng viên SWAPO đứng đầu trong danh sách được bầu, do đó Mushelenga bị đưa ra khỏi Quốc hội.

## Nghề nghiệp
Mushelenga bắt đầu sự nghiệp của mình với tư cách là giáo viên tại trường trung học cơ sở Oluno Junior ở Ondangwa, sau đó là Ovamboland vào năm 1980. Năm 1983, bà gia nhập SWAPO và sau đó đã lưu vong tại Kwanza Sul, Angola. Tại Angola, cô từng là giáo viên tại Trung tâm Giáo dục SWAPO cho đến năm 1986. Năm 1990, sau khi Namibia giành độc lập, bà trở lại Oluno School ở Ondangwa, tiếp tục dạy học cho đến khi bà bước vào chính trị vào năm 1992.

## Chính trị
Mushelenga được bầu vào Hội đồng Thị trấn Ondangwa vào năm 1992 và kéo dài ở vị trí đó cho đến năm 2000. Bà được chọn làm Thị trưởng của Ondangwa 1992 đến 1995 và 1998-2000. Từ năm 2000-2010, bà là thành viên của Quốc hội.